# Søren Stryger
Søren Stryger, né le 7 février 1975 à Køge, est un ancien handballeur danois qui évoluait au poste d'ailier droit.

## Palmarès

### Club
compétitions internationales 
- finaliste de la Ligue des champions (2) : 2004, 2007

 compétitions nationales 
- Vainqueur du Championnat du Danemark (1) : 2000
- Vainqueur du Championnat d'Allemagne (1) : 2004
- Vainqueur de la Coupe d'Allemagne (3) : 2003, 2004, 2005

### Sélection nationale
Championnat d'Europe
- médaillé de bronze au Championnat d'Europe 2002 en Suède
- médaillé de bronze au Championnat d'Europe 2004 en Slovénie
- médaillé de bronze au Championnat d'Europe 2006 en Suisse

Championnats du monde
- médaillé de bronze au Championnat du monde 2007 en Allemagne

### Distinctions personnelles
- élu meilleur ailier droit du championnat d'Europe 2006
- élu meilleur buteur de l'année au Danemark en 2000 et 2004